# Famille de Bex
La famille de Bex est une famille noble qui a possédé notamment la seigneurie de Bex et la seigneurie de Saint-Paul en Chablais.

## Histoire
Les premiers membres cités de la famille sont Turumbert et Louis, vers 1105. Louis a un fils prénommé Humbert.
En 1138 sont cités Willemus et Garnerius.
Isabelle de Bex épouse à la fin du XIIe siècle Guillaume de Blonay et fonde le prieuré de Saint-Paul-en-Chablais, vers 1200.
Clémence de Bex épouse Aymond Ier de la Tour. Leur fils Pierre devient propriétaire du château de Bex en 1227.

## Filiation
- N.
  - Turembert de Bex & Constance
  - Louis de Bex & Amaldra
    - Humbert de Bex

## Armoiries
Les armoiries de la famille sont : d'azur broché d'un dragon d'argent dressé surmonté d'une étoile d'argent de dextre.